# Envole-moi (chanson)
Pour les articles homonymes, voir Envole-moi.
Singles de Jean-Jacques Goldman
Au bout de mes rêves
(1983) Encore un matin
(1984)
Envole-moi est une chanson écrite, composée et interprétée par Jean-Jacques Goldman, extraite de l'album Positif, parue en 1984.

## Thème de la chanson
Dans une interview, Goldman a dit concernant l'idée de la chanson: « L'idée, c'est de se dire qu'en fait la phrase clé de cette chanson c'est « et s'il le faut j'emploierai des moyens légaux ». C'est-à-dire qu'il n'y a pas de fatalité à l'inculture et à la misère des cités, et que finalement la façon de s'en sortir c'est l'école ! Donc c'est l'histoire d'un gamin qui demande un peu d'aide… Là, je ne sais pas à qui, peut-être à un prof, peut-être à un ami, peut-être à un livre, ou peut-être à quelqu'un qu'il ne connaît pas ! Mais il a envie de sortir de cette fatalité et il va s'en sortir de cette façon, « à coup de livres je franchirai tous ces murs ». Voilà c'est ce thème-là. »

## Versions live

### 1986:En public
Cette chanson fut interprétée lors de la deuxième tournée de Jean-Jacques Goldman, en 1986. Elle est présente sur le double album live En public. Aucun changement notable par rapport à la version originale, mis à part que le passage de 2:47 à 3:34 est supprimé.

### 1989:Traces
Dans cet album live, il n'y a qu'un extrait de la chanson, car elle est chantée dans un medley. Il suit l'extrait de Il suffira d'un signe. Elle est introduite par un duel de guitare entre Jean-Jacques Goldman et son guitariste Michael Jones.

### 1994:Du New Morning au Zénith
Ici, la chanson connaît de gros changements. Il y a notamment une introduction avec des bruits d'orage et un solo de guitare au milieu. Cette version est en duo avec Carole Fredericks.

### 2002:Un tour ensemble
Dans cette version, il y a présence d'une mise en scène des plus impressionnantes : en effet, après le solo de guitare, le plateau de la scène pivote en avant à plus de 70° au-dessus du public. Michael Jones remplace Carole Fredericks.

## Accueil
Premier extrait de l'album Positif à paraître en single, Envole-moi rencontre un grand succès lors de sa sortie en single début 1984, puisqu'il se classe à la cinquième place du hit-parade et se vend à plus de 500 000 exemplaires en France, ce qui lui permet d'être certifié disque d'or.
Le single, réédité en 2012, rentre dans le classement des ventes durant quatre semaines, du 24 novembre au 15 décembre 2012, dont une à la 150e place, avant de revenir brièvement pour deux semaines du 26 janvier au 2 février 2013.

## Formats et liste des pistes
Single 7" en France
Toutes les chansons sont écrites et composées par Jean-Jacques Goldman.
| No | Titre          | Durée |
| -- | -------------- | ----- |
| 1. | Envole-moi     | 3:40  |
| 2. | Dors bébé dors | 3:23  |

Single Maxi 12" en France
Toutes les chansons sont écrites et composées par Jean-Jacques Goldman.
| No | Titre                      | Durée |
| -- | -------------------------- | ----- |
| 1. | Envole-moi (version album) | 5:04  |
| 2. | Envole-moi                 | 3:40  |
| 3. | Dors bébé dors             | 3:23  |

## Classement et certification
| Classement (1984)         | Meilleure position |
| ------------------------- | ------------------ |
| Europe (European Top 100) | 36                 |
| France (IFOP)             | 5                  |
| France (Eurotipsheet)     | 1                  |

| Classement (2012) | Meilleure position |
| ----------------- | ------------------ |
| France (SNEP)     | 150                |

| Classement (1984) | Position |
| ----------------- | -------- |
| France (IFOP)     | 23       |

### Certification
| Pays          | Certification | Date | Ventes          |
| ------------- | ------------- | ---- | --------------- |
| France (SNEP) | Or            | 1984 | Plus de 500 000 |

## Reprises et adaptations
De nombreux artistes ont interprété la chanson, parmi lesquels :
- En 2003, Maurane et Ophélie Winter pour l'album La Foire aux Enfoirés
- En 2007 sort l'album La Voix d'un ange de Grégory Lemarchal, incluant Envole-moi et Là-bas
- En 2012, Tal et M.Pokora pour la compilation Génération Goldman.
- En 2023, Les Petits Chanteurs d'Asnières chante pour l'association Cœur en Liberté avec une adaptation : Envole-toi

## Autour de l’œuvre
- Le texte de cette chanson a été proposé comme sujet de dissertation niveau CAP dans l'académie de Reims en 1986[16].

### Génération Goldman
Singles par M. Pokora
Merci D'être
(2012) Si tu pars
(2012)
Singles par Tal
Rien n'est parfait
(2012) Danse
(2013)
En 2012, M. Pokora et Tal reprennent Envole-moi pour la compilation Génération Goldman.

#### Classement par pays
| Classement (2012)                       | Meilleure position |
| --------------------------------------- | ------------------ |
| Belgique (Flandre Ultratip 100)         | 87                 |
| Belgique (Wallonie Ultratop 50 Singles) | 7                  |
| Belgique (Wallonie Ultratop 50 Airplay) | 5                  |
| France (SNEP)                           | 5                  |
| Suisse (Schweizer Hitparade)            | 39                 |